# Abderrahmane Meziane
Abderrahmane Meziane Bentahar (Médéa, 7 marzo 1994) è un calciatore algerino, attaccante del CR Belouizdad.

## Carriera

### Club
Ha sempre giocato nel campionato algerino.

### Nazionale
È stato convocato per le Olimpiadi del 2016 dove ha disputato tutte e tre le partite della fase a gironi.

## Palmarès

### Club

#### Competizioni nazionali
- Campionato algerino: 2

USM Alger: 2013-2014, 2018-2019
- Supercoppa d'Algeria: 1

USM Alger: 2016
- Campionato tunisino: 1

Espérance: 2020-2021

#### Competizioni internazionali
- Coppa della Confederazione CAF: 1

USM Alger: 2022-2023